# マリア・オラフスドッティル
マリア・オラフスドッティル（アイスランド語: María Ólafsdottir、1993年2月2日-）は、アイスランド出身の歌手。マリア・オラフス（Maria OlafsまたはMaría Ólafs）名義で音楽活動を行っている。

## 来歴
アイスランド北部に位置するブリョンドゥオゥス出身で、現在はMosfellsbærに住んでいる。2012年に音楽活動を開始するまでは、サウンド・オブ・ミュージックにルイーザ・フォン・トラップ役で出演する等、演劇活動を主に行っていた。2012年には高校に在学しながら、所属レーベルのStopWaitGoでの活動を開始した。

### ユーロビジョン・ソング・コンテスト2015
アイスランドのユーロビジョン・ソング・コンテスト代表選考会であるSöngvakeppni 2015で、本人も制作に携わった「Lítil Skref」を歌い、決勝に進出した。決勝の上位2名により行なわれた最終決戦では、英語詞の「Unbroken」を披露し、優勝した。楽曲は元々は英語で書かれたものであったが、国内予選のルールにより準決勝および決勝でアイスランド語で歌われた。最終決戦では「ユーロビジョン・ソング・コンテストに出場することになった場合の言語で歌う」というルールがあり
、また本人の希望もあって英語で歌うこととなった。
ユーロビジョン・ソング・コンテスト準決勝2では「Unbroken」を披露したが、15位となり決勝に進むことはできなかった。この時のバックコーラスには2010年アイスランド代表のヘラ・ビョークが参加し、1999年および2005年の同国代表であったセルマにより振り付けがされることが発表された。